# Tân Xuân (phường)
Tân Xuân là một phường thuộc thành phố Đồng Xoài, tỉnh Bình Phước, Việt Nam.
Phường Tân Xuân có diện tích 10.06 km², dân số năm 2014 là 15.042 người, mật độ dân số đạt 1.495 người/km².

## Hành chính
Phường Tân Xuân được chia thành 7 khu phố: Tân Xuân, Tân Tiến, Tân Trà, Xuân Lộc, Phước An, Phước Bình, Suối Đá